# Trophy European Pentathlon 1978

Logo CEB (ausrichtender Verband)

Die Trophy European Pentathlon 1978 war die siebte Fünfkampf-Europameisterschaft für Nationalmannschaften, meist unter dem Namen TEP bekannt. Das Turnier fand vom 2. bis zum 5. November 1978 im niederländischen Amersfoort statt.

## Geschichte
Die wieder als Favorit angetretenen Belgier verloren erstmals zwei Matches beim TEP Turnier und wurden nur Dritte. In einem sehr ausgeglichenem Turnier stand erst nach der letzten Spielrunde der Sieg von Niederlande A nach dem Sieg von Belgien gegen Deutschland fest. Mit einem deutschen Sieg oder Unentschieden wäre Deutschland erstmals Sieger gewesen. Da Spanien nicht gemeldet hatte, startete die Niederlande mit zwei Teams. Niederlande A musste nach dem zweiten Spiel auf Rini van Bracht verzichten, der aus familiären Gründen das Turnier beenden musste. Für ihn spielte  Herman Popeijus.

## Gemeldete Mannschaften
| Disziplin    | Niederlande A                                      | Belgien           | Deutschland        |
| ------------ | -------------------------------------------------- | ----------------- | ------------------ |
| Freie Partie | Luis Havermans                                     | Marc de Sutter    | Dieter Wirtz       |
| Cadre 71/2   | Piet Vet                                           | Léo Corin         | Klaus Hose         |
| Cadre 47/1   | Hans Vultink                                       | Tony Schrauwen    | Thomas Wildförster |
| Einband      | Christ van der Smissen                             | Ludo Dielis       | Dieter Müller      |
| Dreiband     | Rini van Bracht (Ausfall) Herman Popeijus (Ersatz) | Raymond Ceulemans | Günter Siebert     |

| Disziplin    | Frankreich        | Österreich           | Niederlande B  |
| ------------ | ----------------- | -------------------- | -------------- |
| Freie Partie | Georges Bourezg   | Heinrich Weingartner | Jos Bongers    |
| Cadre 71/2   | Jean Arnaud       | Kurt Mastny          | Willy Steures  |
| Cadre 47/1   | Francis Connesson | Gerhard Ralis        | Jean Bessems   |
| Einband      | Egidio Vierat     | Johann Scherz        | Hans Sundquest |
| Dreiband     | Richard Bitalis   | Hans Werner          | Joop de Wilde  |

## Turniermodus
Es wurde mit sechs Mannschaften im Round Robin System gespielt.
Die Wertung für die Endtabelle:
1. MP = Matchpunkte
2. PP = Partiepunkte
3. VMGD = Verhältnismäßiger Mannschafts Generaldurchschnitt

## Abschlusstabelle
| Platz | Land          | Spiele | G-U-V | MP  | PP    | VMGD   |
| ----- | ------------- | ------ | ----- | --- | ----- | ------ |
| 1     | Niederlande A | 5      | 3-1-1 | 7:3 | 29:21 | 101,81 |
| 2     | Deutschland   | 5      | 3-0-2 | 6:4 | 31:19 | 108,12 |
| 3     | Belgien       | 5      | 3-0-2 | 6:4 | 28:22 | 112,09 |
| 4     | Niederlande B | 5      | 2-1-2 | 5:5 | 25:25 | 120,70 |
| 5     | Frankreich    | 5      | 2-1-2 | 5:5 | 23:27 | 89,56  |
| 6     | Österreich    | 5      | 0-1-4 | 1:9 | 14:36 | 59,11  |

## Spiele
| Disziplin                | Name                     | MP   | Pkt. | Aufn. | GD    | BED   | HS  |
| ------------------------ | ------------------------ | ---- | ---- | ----- | ----- | ----- | --- |
| Deutschland – Frankreich | Deutschland – Frankreich | 10:0 |      |       |       |       |     |
| Freie Partie             | Dieter Wirtz             | 2:0  | 500  | 6     | 83,33 | 83,33 | 194 |
| Freie Partie             | Georges Bourezg          | 0:2  | 2    | 6     | 0,33  | -     | 1   |
| Cadre 71/2               | Klaus Hose               | 2:0  | 300  | 4     | 75,00 | 75,00 | 184 |
| Cadre 71/2               | Jean Arnaud              | 0:2  | 36   | 4     | 9,00  | -     | 29  |
| Cadre 47/1               | Thomas Wildförster       | 2:0  | 300  | 19    | 15,78 | 15,78 | 56  |
| Cadre 47/1               | Francis Connesson        | 0:2  | 223  | 19    | 11,73 | -     | 40  |
| Einband                  | Dieter Müller            | 2:0  | 200  | 13    | 15,38 | 15,38 | 75  |
| Einband                  | Egidio Vierat            | 0:2  | 122  | 13    | 9,38  |       | 37  |
| Dreiband                 | Günter Siebert           | 2:0  | 60   | 73    | 0,821 | 0,821 | 6   |
| Dreiband                 | Richard Bitalis          | 0:2  | 58   | 73    | 0,794 | -     | 4   |

| Disziplin               | Name                    | MP  | Pkt. | Aufn. | GD     | BED    | HS  |
| ----------------------- | ----------------------- | --- | ---- | ----- | ------ | ------ | --- |
| Belgien – Niederlande B | Belgien – Niederlande B | 8:2 |      |       |        |        |     |
| Freie Partie            | Marc de Sutter          | 0:2 | 0    | 1     | 0,00   | -      | 0   |
| Freie Partie            | Jos Bongers             | 2:0 | 500  | 1     | 500,00 | 500,00 | 500 |
| Cadre 71/2              | Léo Corin               | 2:0 | 300  | 12    | 25,00  | 25,00  | 165 |
| Cadre 71/2              | Willy Steures           | 0:2 | 148  | 12    | 12,33  | -      | 57  |
| Cadre 47/1              | Tony Schrauwen          | 2:0 | 300  | 27    | 11,11  | 11,11  | 57  |
| Cadre 47/1              | Jean Bessems            | 0:2 | 210  | 27    | 7,77   | -      | 40  |
| Einband                 | Ludo Dielis             | 2:0 | 200  | 22    | 9,09   | 9,09   | 66  |
| Einband                 | Hans Sundquest          | 0:2 | 117  | 22    | 5,31   | -      | 28  |
| Dreiband                | Raymond Ceulemans       | 2:0 | 60   | 45    | 1,333  | 1,333  | 6   |
| Dreiband                | Joop de Wilde           | 0:2 | 55   | 45    | 1,222  | -      | 7   |

| Disziplin                  | Name                       | MP  | Pkt. | Aufn. | GD     | BED    | HS  |
| -------------------------- | -------------------------- | --- | ---- | ----- | ------ | ------ | --- |
| Niederlande A – Österreich | Niederlande A – Österreich | 8:2 |      |       |        |        |     |
| Freie Partie               | Luis Havermans             | 2:0 | 500  | 3     | 166,66 | 166,66 | 248 |
| Freie Partie               | Heinrich Weingartner       | 0:2 | 405  | 3     | 135,00 | -      | 278 |
| Cadre 71/2                 | Piet Vet                   | 2:0 | 300  | 9     | 33,33  | 33,33  | 177 |
| Cadre 71/2                 | Kurt Mastny                | 0:2 | 102  | 9     | 11,33  | -      | 36  |
| Cadre 47/1                 | Hans Vultink               | 2:0 | 300  | 12    | 25,00  | 25,00  | 76  |
| Cadre 47/1                 | Gerhard Ralis              | 0:2 | 77   | 12    | 6,41   | -      | 17  |
| Einband                    | Christ van der Smissen     | 0:2 | 184  | 32    | 5,75   | -      | 41  |
| Einband                    | Johann Scherz              | 2:0 | 200  | 32    | 6,25   | 6,25   | 40  |
| Dreiband                   | Rini van Bracht            | 2:0 | 60   | 75    | 0,800  | 0,800  | 5   |
| Dreiband                   | Hans Werner                | 0:2 | 50   | 75    | 0,666  | -      | 5   |

| Disziplin                   | Name                        | MP  | Pkt. | Aufn. | GD    | BED   | HS  |
| --------------------------- | --------------------------- | --- | ---- | ----- | ----- | ----- | --- |
| Niederlande B – Deutschland | Niederlande B – Deutschland | 6:4 |      |       |       |       |     |
| Freie Partie                | Jos Bongers                 | 2:0 | 500  | 6     | 83,33 | 83,33 | 283 |
| Freie Partie                | Dieter Wirtz                | 0:2 | 327  | 6     | 54,50 | -     | 128 |
| Cadre 71/2                  | Willy Steures               | 0:2 | 81   | 6     | 13,50 | -     | 41  |
| Cadre 71/2                  | Klaus Hose                  | 0:2 | 300  | 6     | 50,00 | 50,00 | 218 |
| Cadre 47/1                  | Jean Bessems                | 2:0 | 300  | 8     | 37,50 | 37,50 | 128 |
| Cadre 47/1                  | Thomas Wildförster          | 0:2 | 64   | 8     | 8,00  | -     | 39  |
| Einband                     | Hans Sundquest              | 0:2 | 119  | 22    | 5,40  | -     | 32  |
| Einband                     | Dieter Müller               | 2:0 | 200  | 22    | 9,09  | 9,09  | 34  |
| Dreiband                    | Joop de Wilde               | 2:0 | 60   | 43    | 1,395 | 1,395 | 10  |
| Dreiband                    | Günter Siebert              | 0:2 | 24   | 43    | 0,558 | -     | 5   |

| Disziplin            | Name                 | MP  | Pkt. | Aufn. | GD    | BED   | HS  |
| -------------------- | -------------------- | --- | ---- | ----- | ----- | ----- | --- |
| Belgien – Österreich | Belgien – Österreich | 8:2 |      |       |       |       |     |
| Freie Partie         | Marc de Sutter       | 0:2 | 378  | 7     | 54,00 | -     | 373 |
| Freie Partie         | Heinrich Weingartner | 2:0 | 500  | 7     | 71,42 | 71,42 | 320 |
| Cadre 71/2           | Léo Corin            | 2:0 | 300  | 13    | 23,07 | 23,07 | 89  |
| Cadre 71/2           | Kurt Mastny          | 0:2 | 112  | 13    | 8,61  | -     | 32  |
| Cadre 47/1           | Tony Schrauwen       | 2:0 | 300  | 4     | 75,00 | 75,00 | 133 |
| Cadre 47/1           | Gerhard Ralis        | 0:2 | 51   | 4     | 12,75 | -     | 32  |
| Einband              | Ludo Dielis          | 2:0 | 200  | 27    | 7,40  | 7,40  | 57  |
| Einband              | Johann Scherz        | 0:2 | 181  | 27    | 6,70  | -     | 37  |
| Dreiband             | Raymond Ceulemans    | 2:0 | 60   | 60    | 1,000 | 1,000 | 8   |
| Dreiband             | Hans Werner          | 0:2 | 39   | 60    | 0,650 | -     | 4   |

| Disziplin                  | Name                       | MP  | Pkt. | Aufn. | GD     | BED    | HS  |
| -------------------------- | -------------------------- | --- | ---- | ----- | ------ | ------ | --- |
| Niederlande A – Frankreich | Niederlande A – Frankreich | 6:4 |      |       |        |        |     |
| Freie Partie               | Luis Havermans             | 2:0 | 500  | 1     | 500,00 | 500,00 | 500 |
| Freie Partie               | Georges Bourezg            | 0:2 | 0    | 1     | 0,00   | -      | 0   |
| Cadre 71/2                 | Piet Vet                   | 2:0 | 300  | 12    | 25,00  | 25,00  | 109 |
| Cadre 71/2                 | Jean Arnaud                | 0:2 | 180  | 12    | 15,00  | -      | 73  |
| Cadre 47/1                 | Hans Vultink               | 0:2 | 68   | 4     | 17,00  | -      | 35  |
| Cadre 47/1                 | Francis Connesson          | 2:0 | 300  | 4     | 75,00  | 75,00  | 123 |
| Einband                    | Christ van der Smissen     | 2:0 | 200  | 20    | 10,00  | 10,00  | 71  |
| Einband                    | Egidio Vierat              | 0:2 | 99   | 20    | 4,95   | -      | 26  |
| Dreiband                   | Rini van Bracht            | 0:2 | 37   | 45    | 0,822  | -      | 6   |
| Dreiband                   | Richard Bitalis            | 2:0 | 60   | 45    | 1,333  | 1,333  | 7   |

| Disziplin                  | Name                       | MP  | Pkt. | Aufn. | GD     | BED    | HS  |
| -------------------------- | -------------------------- | --- | ---- | ----- | ------ | ------ | --- |
| Niederlande B – Österreich | Niederlande B – Österreich | 8:2 |      |       |        |        |     |
| Freie Partie               | Jos Bongers                | 2:0 | 500  | 1     | 500,00 | 500,00 | 500 |
| Freie Partie               | Heinrich Weingartner       | 0:2 | 0    | 1     | 0,00   | -      | 0   |
| Cadre 71/2                 | Willy Steures              | 2:0 | 300  | 2     | 150,00 | 150,00 | 169 |
| Cadre 71/2                 | Kurt Mastny                | 0:2 | 55   | 2     | 27,50  | -      | 43  |
| Cadre 47/1                 | Jean Bessems               | 2:0 | 300  | 9     | 33,33  | 33,33  | 134 |
| Cadre 47/1                 | Gerhard Ralis              | 0:2 | 36   | 9     | 4,00   | -      | 13  |
| Einband                    | Hans Sundquest             | 0:2 | 174  | 25    | 6,96   | -      | 48  |
| Einband                    | Johann Scherz              | 2:0 | 200  | 25    | 8,00   | 8,00   | 23  |
| Dreiband                   | Joop de Wilde              | 2:0 | 60   | 77    | 0,779  | 0,779  | 8   |
| Dreiband                   | Hans Werner                | 0:2 | 51   | 77    | 0,662  | -      | 8   |

| Disziplin                   | Name                        | MP  | Pkt. | Aufn. | GD     | BED    | HS  |
| --------------------------- | --------------------------- | --- | ---- | ----- | ------ | ------ | --- |
| Deutschland – Niederlande A | Deutschland – Niederlande A | 6:4 |      |       |        |        |     |
| Freie Partie                | Dieter Wirtz                | 2:0 | 500  | 4     | 125,00 | 125,00 | 185 |
| Freie Partie                | Luis Havermans              | 0:2 | 456  | 4     | 114,00 | -      | 450 |
| Cadre 71/2                  | Piet Vet                    | 2:0 | 300  | 4     | 75,00  | 75,00  | 135 |
| Cadre 71/2                  | Klaus Hose                  | 0:2 | 141  | 4     | 35,25  | -      | 131 |
| Cadre 47/1                  | Thomas Wildförster          | 2:0 | 300  | 7     | 42,85  | 42,85  | 155 |
| Cadre 47/1                  | Hans Vultink                | 0:2 | 193  | 7     | 27,57  | -      | 178 |
| Einband                     | Dieter Müller               | 0:2 | 154  | 16    | 9,62   | -      | 24  |
| Einband                     | Christ van der Smissen      | 2:0 | 200  | 16    | 12,50  | 12,50  | 64  |
| Dreiband                    | Günter Siebert              | 2:0 | 60   | 56    | 1,071  | 1,071  | 7   |
| Dreiband                    | Herman Popeijus             | 0:2 | 33   | 56    | 0,589  | -      | 4   |

| Disziplin            | Name                 | MP  | Pkt. | Aufn. | GD     | BED    | HS  |
| -------------------- | -------------------- | --- | ---- | ----- | ------ | ------ | --- |
| Frankreich – Belgien | Frankreich – Belgien | 8:2 |      |       |        |        |     |
| Freie Partie         | Georges Bourezg      | 2:0 | 500  | 4     | 125,00 | 125,00 | 379 |
| Freie Partie         | Marc de Sutter       | 0:2 | 405  | 4     | 101,25 | -      | 251 |
| Cadre 71/2           | Jean Arnaud          | 0:2 | 97   | 9     | 10,77  | -      | 42  |
| Cadre 71/2           | Léo Corin            | 2:0 | 300  | 9     | 33,33  | 33,33  | 92  |
| Cadre 47/1           | Francis Connesson    | 2:0 | 300  | 15    | 20,00  | 20,00  | 101 |
| Cadre 47/1           | Tony Schrauwen       | 0:2 | 104  | 15    | 6,93   | -      | 43  |
| Einband              | Egidio Vierat        | 2:0 | 200  | 22    | 9,09   | 9,09   | 41  |
| Einband              | Ludo Dielis          | 0:2 | 194  | 22    | 8,81   | -      | 31  |
| Dreiband             | Richard Bitalis      | 2:0 | 60   | 54    | 1,111  | 1,111  | 5   |
| Dreiband             | Raymond Ceulemans    | 0:2 | 58   | 54    | 1,074  | -      | 9   |

| Disziplin                | Name                     | MP  | Pkt. | Aufn. | GD     | BED    | HS  |
| ------------------------ | ------------------------ | --- | ---- | ----- | ------ | ------ | --- |
| Deutschland – Österreich | Deutschland – Österreich | 7:3 |      |       |        |        |     |
| Freie Partie             | Dieter Wirtz             | 2:0 | 500  | 3     | 166,66 | 166,66 | 266 |
| Freie Partie             | Heinrich Weingartner     | 0:2 | 15   | 3     | 5,00   | -      | +   |
| Cadre 71/2               | Klaus Hose               | 2:0 | 300  | 6     | 50,00  | 50,00  | 88  |
| Cadre 71/2               | Kurt Mastny              | 0:2 | 109  | 6     | 18,16  | -      | 49  |
| Cadre 47/1               | Thomas Wildförster       | 2:0 | 300  | 18    | 16,66  | 16,66  | 72  |
| Cadre 47/1               | Gerhard Ralis            | 0:2 | 236  | 18    | 13,11  | -      | 51  |
| Einband                  | Dieter Müller            | 1:1 | 200  | 23    | 8,69   | 8,69   | 50  |
| Einband                  | Johann Scherz            | 1:1 | 200  | 23    | 8,69   | 8,69   | 43  |
| Dreiband                 | Günter Siebert           | 0:2 | 55   | 53    | 1,037  | -      | 8   |
| Dreiband                 | Hans Werner              | 2:0 | 60   | 53    | 1,132  | 1,132  | 7   |

| Disziplin                  | Name                       | MP  | Pkt. | Aufn. | GD     | BED    | HS  |
| -------------------------- | -------------------------- | --- | ---- | ----- | ------ | ------ | --- |
| Frankreich – Niederlande B | Frankreich – Niederlande B | 6:4 |      |       |        |        |     |
| Freie Partie               | Georges Bourezg            | 0:2 | 157  | 1     | 157,00 | -      | 157 |
| Freie Partie               | Jos Bongers                | 2:0 | 500  | 1     | 500,00 | 500,00 | 500 |
| Cadre 71/2                 | Jean Arnaud                | 0:2 | 75   | 5     | 15,00  | -      | 36  |
| Cadre 71/2                 | Willy Steures              | 2:0 | 300  | 5     | 60,00  | 60,00  | 167 |
| Cadre 47/1                 | Francis Connesson          | 2:0 | 300  | 12    | 25,00  | 25,00  | 109 |
| Cadre 47/1                 | Jean Bessems               | 0:2 | 140  | 12    | 11,66  | -      | 77  |
| Einband                    | Egidio Vierat              | 2:0 | 200  | 31    | 6,45   | 6,45   | 36  |
| Einband                    | Hans Sundquest             | 0:2 | 184  | 31    | 5,93   | -      | 30  |
| Dreiband                   | Richard Bitalis            | 2:0 | 60   | 48    | 1,250  | 1,250  | 8   |
| Dreiband                   | Joop de Wilde              | 0:2 | 57   | 48    | 1,187  | -      | 7   |

| Disziplin               | Name                    | MP  | Pkt. | Aufn. | GD    | BED   | HS  |
| ----------------------- | ----------------------- | --- | ---- | ----- | ----- | ----- | --- |
| Niederlande A – Belgien | Niederlande A – Belgien | 6:4 |      |       |       |       |     |
| Freie Partie            | Luis Havermans          | 2:0 | 500  | 6     | 83,33 | 83,33 | 339 |
| Freie Partie            | Marc de Sutter          | 0:2 | 277  | 6     | 46,16 | -     | 197 |
| Cadre 71/2              | Piet Vet                | 2:0 | 300  | 6     | 50,00 | 50,00 | 116 |
| Cadre 71/2              | Léo Corin               | 0:2 | 273  | 6     | 45,50 | -     | 145 |
| Cadre 47/1              | Hans Vultink            | 2:0 | 300  | 4     | 75,00 | 75,00 | 270 |
| Cadre 47/1              | Tony Schrauwen          | 0:2 | 247  | 4     | 61,75 | -     | 209 |
| Einband                 | Christ van der Smissen  | 0:2 | 123  | 17    | 7,23  | -     | 53  |
| Einband                 | Ludo Dielis             | 2:0 | 200  | 17    | 11,76 | 11,76 | 74  |
| Dreiband                | Herman Popeijus         | 0:2 | 32   | 40    | 0,800 | -     | 3   |
| Dreiband                | Raymond Ceulemans       | 2:0 | 60   | 40    | 1,500 | 1,500 | 11  |

| Disziplin               | Name                    | MP  | Pkt. | Aufn. | GD     | BED    | HS  |
| ----------------------- | ----------------------- | --- | ---- | ----- | ------ | ------ | --- |
| Frankreich – Österreich | Frankreich – Österreich | 5:5 |      |       |        |        |     |
| Freie Partie            | Georges Bourezg         | 0:2 | 146  | 4     | 36,50  | -      | 93  |
| Freie Partie            | Heinrich Weingartner    | 2:0 | 500  | 4     | 125,00 | 125,00 | 204 |
| Cadre 71/2              | Jean Arnaud             | 0:2 | 117  | 10    | 11,70  | -      | 37  |
| Cadre 71/2              | Kurt Mastny             | 2:0 | 300  | 10    | 30,00  | 30,00  | 73  |
| Cadre 47/1              | Francis Connesson       | 2:0 | 300  | 5     | 60,00  | 60,00  | 240 |
| Cadre 47/1              | Gerhard Ralis           | 0:2 | 9    | 5     | 1,80   | -      | 6   |
| Einband                 | Egidio Vierat           | 1:1 | 200  | 19    | 10,52  | 10,52  | 48  |
| Einband                 | Johann Scherz           | 1:1 | 200  | 19    | 10,52  | 10, 52 | 74  |
| Dreiband                | Richard Bitalis         | 2:0 | 60   | 63    | 0,952  | 0,952  | 5   |
| Dreiband                | Hans Werner             | 0:2 | 39   | 63    | 0,619  | -      | 3   |

| Disziplin                     | Name                          | MP  | Pkt. | Aufn. | GD     | BED    | HS  |
| ----------------------------- | ----------------------------- | --- | ---- | ----- | ------ | ------ | --- |
| Niederlande A – Niederlande B | Niederlande A – Niederlande B | 5:5 |      |       |        |        |     |
| Freie Partie                  | Luis Havermans                | 1:1 | 500  | 3     | 166,66 | 166,66 | 495 |
| Freie Partie                  | Jos Bongers                   | 1:1 | 500  | 3     | 166,66 | 166,66 | 324 |
| Cadre 71/2                    | Piet Vet                      | 2:0 | 300  | 5     | 60,00  | 60,00  | 180 |
| Cadre 71/2                    | Willy Steures                 | 0:2 | 60   | 5     | 12,00  | -      | 26  |
| Cadre 47/1                    | Jean Bessems                  | 2:0 | 300  | 11    | 27,27  | 27,27  | 171 |
| Cadre 47/1                    | Hans Vultink                  | 0:2 | 100  | 11    | 9,09   | -      | 32  |
| Einband                       | Christ van der Smissen        | 2:0 | 200  | 28    | 7,14   | 7,14   | 32  |
| Einband                       | Hans Sundquest                | 0:2 | 172  | 28    | 6,14   | -      | 52  |
| Dreiband                      | Herman Popeijus               | 0:2 | 59   | 56    | 1,053  | -      | 5   |
| Dreiband                      | Joop de Wilde                 | 2:0 | 60   | 56    | 1,071  | 1,071  | 5   |

| Disziplin             | Name                  | MP  | Pkt. | Aufn. | GD     | BED    | HS  |
| --------------------- | --------------------- | --- | ---- | ----- | ------ | ------ | --- |
| Belgien – Deutschland | Belgien – Deutschland | 6:4 |      |       |        |        |     |
| Freie Partie          | Marc de Sutter        | 0:2 | 20   | 4     | 5,00   | -      | 9   |
| Freie Partie          | Dieter Wirtz          | 2:0 | 500  | 4     | 125,00 | 125,00 | 498 |
| Cadre 71/2            | Léo Corin             | 2:0 | 300  | 6     | 50,00  | 50,00  | 98  |
| Cadre 71/2            | Klaus Hose            | 0:2 | 81   | 6     | 13,50  | -      | 22  |
| Cadre 47/1            | Tony Schrauwen        | 0:2 | 191  | 12    | 15,91  | -      | 67  |
| Cadre 47/1            | Thomas Wildförster    | 2:0 | 300  | 12    | 25,00  | 25,00  | 180 |
| Einband               | Ludo Dielis           | 2:0 | 200  | 25    | 8,00   | 8,00   | 42  |
| Einband               | Dieter Müller         | 0:2 | 162  | 25    | 5,06   | -      | 32  |
| Dreiband              | Raymond Ceulemans     | 2:0 | 60   | 47    | 1,276  | 1,276  | 8   |
| Dreiband              | Günter Siebert        | 0:2 | 32   | 47    | 0,680  | -      | 3   |

## Einzel-Ranglisten
| Platz | Name                 | MP   | Pkte. | Aufn. | GD     | BED    | HS  |
| ----- | -------------------- | ---- | ----- | ----- | ------ | ------ | --- |
| 1     | Jos Bongers          | 9:1  | 2500  | 12    | 208,33 | 500,00 | 500 |
| 2     | Dieter Wirtz         | 8:2  | 2327  | 23    | 101,17 | 166,66 | 498 |
| 3     | Luis Havermans       | 7:3  | 2456  | 17    | 144,47 | 500,00 | 500 |
| 4     | Heinrich Weingartner | 4:6  | 1420  | 18    | 78,88  | 125,00 | 320 |
| 5     | Georges Bourezg      | 2:8  | 805   | 16    | 50,31  | 125,00 | 379 |
| 6     | Marc de Sutter       | 0:10 | 1080  | 22    | 49,09  | -      | 373 |

| Platz | Name          | MP   | Pkte. | Aufn. | GD    | BED    | HS  |
| ----- | ------------- | ---- | ----- | ----- | ----- | ------ | --- |
| 1     | Piet Vet      | 10:0 | 1500  | 36    | 41,66 | 75,00  | 180 |
| 2     | Léo Corin     | 8:2  | 1473  | 46    | 32,02 | 50,00  | 165 |
| 3     | Klaus Hose    | 6:4  | 1122  | 26    | 43,15 | 75,00  | 218 |
| 4     | Willy Steures | 4:6  | 889   | 30    | 29,63 | 150,00 | 169 |
| 5     | Kurt Mastny   | 2:8  | 678   | 40    | 16,95 | 30,00  | 73  |
| 6     | Jean Arnaud   | 0:10 | 505   | 40    | 12,62 | -      | 73  |

| Platz | Name               | MP   | Pkte. | Aufn. | GD    | BED    | HS  |
| ----- | ------------------ | ---- | ----- | ----- | ----- | ------ | --- |
| 1     | Francis Connesson  | 9:1  | 1500  | 46    | 32,60 | 150,00 | 291 |
| 2     | Thomas Wildförster | 7:3  | 1443  | 51    | 28,29 | 75,00  | 203 |
| 3     | Jean Bessems       | 6:4  | 1249  | 51    | 24,49 | 37,50  | 157 |
| 4     | Hans Vultink       | 4:6  | 1242  | 52    | 23,88 | 37,50  | 140 |
| 5     | Tony Schrauwen     | 2:8  | 904   | 40    | 22,60 | 42,85  | 144 |
| 6     | Gerhard Ralis      | 0:10 | 756   | 50    | 15,12 | -      | 87  |

| Platz | Name                   | MP   | Pkte. | Aufn. | GD   | BED   | HS |
| ----- | ---------------------- | ---- | ----- | ----- | ---- | ----- | -- |
| 1     | Ludo Dielis            | 8:2  | 994   | 113   | 8,79 | 11,76 | 74 |
| 2     | Christ van der Smissen | 6:4  | 907   | 113   | 8,02 | 12,50 | 71 |
| 3     | Johann Scherz          | 6:4  | 981   | 126   | 7,78 | 10,52 | 74 |
| 4     | Dieter Müller          | 5:5  | 916   | 99    | 9,25 | 15,38 | 75 |
| 5     | Egidio Vierat          | 5:5  | 821   | 105   | 7,81 | 10,52 | 48 |
| 6     | Hans Sundquest         | 0:10 | 766   | 128   | 5,98 | -     | 52 |

| Platz | Name                    | MP  | Pkte. | Aufn. | GD    | BED   | HS |
| ----- | ----------------------- | --- | ----- | ----- | ----- | ----- | -- |
| 1     | Raymond Ceulemans       | 8:2 | 298   | 246   | 1,211 | 1,500 | 11 |
| 2     | Richard Bitalis         | 8:2 | 298   | 283   | 1,053 | 1,333 | 8  |
| 3     | Joop de Wilde           | 6:4 | 292   | 269   | 1,085 | 1,395 | 10 |
| 4     | Günter Siebert          | 4:6 | 231   | 272   | 0,849 | 1,071 | 8  |
| 5     | Rini van Bracht (2 Sp.) | 2:2 | 97    | 120   | 0,808 | 0,800 | 6  |
| 6     | Hans Werner             | 2:8 | 239   | 328   | 0,728 | 1,132 | 8  |
| 7     | Herman Popeijus (3 Sp.) | 0:6 | 124   | 152   | 0,815 | -     | 5  |